# Dyskografia Closterkeller
Dyskografia polskiego zespołu rockowego Closterkeller. Zespół został założony w 1988 roku w Warszawie, a jego liderką jest wokalistka Anja Orthodox.
W ciągu ponad trzydziestu lat swojej kariery zespół wydał m.in. dziesięć albumów studyjnych i trzy albumy koncertowe. Na początku działalności Closterkeller związał się z firmą Izabelin Studio, która w 1995 została przekształcona w PolyGram Polska, a następnie Universal Music Polska. W ramach tej współpracy ukazała się większość albumów studyjnych zespołu (Purple, Violet, Scarlet, Cyan) oraz płyta koncertowa Koncert '97. W 1992 ukazała się płyta Blue wydana nakładem SPV Poland, choć nagrano ją również w Izabelin Studio. W 1998 roku zespół rozwiązał kontrakt z PolyGram Polska, w wyniku czego na początku 1999 doszło do podpisania umowy z katowicką firmą Metal Mind Productions. Nakładem tej firmy ukazały się dwa kolejne albumy studyjne (Graphite, Nero), kompilacja Pastel oraz reedycje pięciu poprzednich albumów – wydane na licencji udzielonej przez Universal Music Polska. W czerwcu 2009 roku zespół wznowił współpracę z Universal Music Polska. Kontrakt opiewający na wydanie dwóch albumów studyjnych oraz reedycje poprzednich płyt grupy. Pierwszym efektem tej współpracy był album Aurum, który ukazał się w październiku 2009. W roku 2011 ukazał się koncept album  Bordeaux.
Dyskografię zespołu uzupełniają wydawnictwa DVD, single i teledyski oraz anglojęzyczne wersję wybranych albumów, które ukazały się w krajach Europy Zachodniej i USA.

## Albumy studyjne
| 1990                           | Purple - Data: czerwiec 1990 - Wydawca: Izabelin Studio             | –  | - POL: 20 tys.+  |                    |
| 1992                           | Blue - Data: luty 1992 - Wydawca: SPV Poland                        | –  |                  |                    |
| 1993                           | Violet - Data: 6 grudnia 1993 - Wydawca: Izabelin Studio            | 9  | - POL: 20 tys.+  |                    |
| 1995                           | Scarlet - Data: 16 stycznia 1995 - Wydawca: Izabelin Studio         | 1  | - POL: 100 tys.+ | - POL: złota płyta |
| 1996                           | Cyan - Data: 29 kwietnia 1996 - Wydawca: PolyGram Polska            | 8  | - POL: 40 tys.+  |                    |
| 1999                           | Graphite - Data: 26 kwietnia 1999 - Wydawca: Metal Mind Productions | 8  |                  |                    |
| 2003                           | Nero - Data: 14 października 2003 - Wydawca: Metal Mind Productions | 25 |                  |                    |
| 2009                           | Aurum - Data: 5 października 2009 - Wydawca: Universal Music Polska | 15 | - POL: 10 tys.+  |                    |
| 2011                           | Bordeaux - Data: 16 września 2011 - Wydawca: Universal Music Polska | 11 |                  |                    |
| 2017                           | Viridian - Data: 22 września 2017 - Wydawca: Universal Music Polska | 7  |                  |                    |
| „–” pozycja nie była notowana. |                                                                     |    |                  |                    |

## Albumy koncertowe
| 1997                           | Koncert '97 - Data: 14 kwietnia 1997 - Wydawca: PolyGram Polska        | – | - POL: 8 tys.+ |
| 1998                           | Bronze - Data: 1998 - Wydawca: Fan Club Closterkeller                  | – |                |
| 2000                           | Fin De Siècle - Data: 29 lutego 2000 - Wydawca: Polskie Radio SA       | 4 |                |
| 2003                           | Act III (DVD) - Data: 26 sierpnia 2003 - Wytwórnia: Metal Mind Records | – |                |
| 2006                           | Saffron (DVD) - Data: 5 października 2006 - Wytwórnia: brak            | – |                |
| 2009                           | Act IV (DVD) - Data: 2 marca 2009 - Wytwórnia: Złoty Melon Sp. z o.o.  | – |                |
| „–” pozycja nie była notowana. |                                                                        |   |                |

## Kompilacje
| 2000                           | Pastel - Data: 28 listopada 2000 - Wydawca: Metal Mind Productions | 46 |
| 2015                           | Déjà vu - Data: 30 czerwca 2015 - Wydawca: Universal Music Polska  | –  |
| „–” pozycja nie była notowana. |                                                                    |    |

## Minialbumy
| 1993                           | Agnieszka - Data: 16 marca 1993 - Wydawca: SPV Poland                  | –  |
| 2004                           | Reghina - Data: 18 października 2004 - Wydawca: Metal Mind Productions | 34 |
| „–” pozycja nie była notowana. |                                                                        |    |

## Single
| 1994                           | „Scarlett”            | 8  | 12 | 12 | Scarlet       |
| 1996                           | „Władza”              | 5  | 1  | 8  | Cyan          |
| 1999                           | „Na krawędzi”         | 10 | 12 | 13 | Graphite      |
| 1999                           | „Czas komety”         | 30 | 14 | 29 | Graphite      |
| 2000                           | „Zegarmistrz światła” | 8  | 6  | –  | Fin De Siècle |
| 2004                           | „Earth Song”          | –  | 28 | –  | Reghina       |
| 2005                           | „Lunar”               | –  | 30 | 4  | Reghina       |
| „–” pozycja nie była notowana. |                       |    |    |    |               |

### Inne notowane utwory
| 1990                           | „Maska — moje drugie Ja”   | 26 | –  | –  | Purple   |
| 1991                           | „Jesteś wciąż nieuchwytny” | 37 | –  | –  | Purple   |
| 1992                           | „Blue”                     | 41 | –  | –  | Blue     |
| 1993                           | „W moim kraju”             | 38 | –  | –  | Violet   |
| 1994                           | „Babeluu”                  | 34 | –  | –  | Violet   |
| 1994                           | „Video-film”               | 17 | –  | –  | Violet   |
| 1995                           | „Śniło”                    | 39 | –  | 12 | Scarlet  |
| 1996                           | „Cisza w moim domu”        | –  | 3  | –  | Cyan     |
| 2004                           | „Poza granicą dotyku”      | –  | 39 | 36 | Nero     |
| 2010                           | „Ogród półcieni”           | 18 | 5  | –  | Aurum    |
| 2010                           | „12 dni”                   | –  | 3  | –  | Aurum    |
| 2010                           | „Nie tylko gra”            | –  | 6  | –  | Aurum    |
| 2011                           | „Bez odwrotu”              | 29 | 15 | –  | Bordeaux |
| 2012                           | „Halo ziemia!”             | –  | 5  | –  | Bordeaux |
| „–” pozycja nie była notowana. |                            |    |    |    |          |

## Teledyski
| Rok  | Tytuł                      | Reżyseria                 | Album         | Źródło |
| ---- | -------------------------- | ------------------------- | ------------- | ------ |
| 1990 | „Purple”                   | Marek Jurkowski           | Purple        | [ 38 ] |
| 1990 | „Jesteś wciąż nieuchwytny” | Marek Jurkowski           | Purple        | [ 38 ] |
| 1990 | „Maska – moje drugie ja”   | Marek Jurkowski           | Purple        | [ 38 ] |
| 1991 | „Czekając na dzień”        | Marek Jurkowski           | Purple        | [ 38 ] |
| 1991 | „I jeszcze raz do końca”   | Marek Jurkowski           | Purple        | [ 38 ] |
| 1992 | „Immanoleo”                | Marek Jurkowski           | Blue          | [ 38 ] |
| 1992 | „Blue”                     | Marek Jurkowski           | Blue          | [ 38 ] |
| 1992 | „Spokój”                   | Marek Jurkowski           | Blue          | [ 38 ] |
| 1992 | „Iluzyt”                   | Marek Jurkowski           | Blue          | [ 38 ] |
| 1993 | „Agnieszka”                | —                         | Agnieszka     | [ 38 ] |
| 1993 | „W moim kraju”             | Katarzyna Kanclerz        | Violet        | [ 38 ] |
| 1994 | „Babeluu”                  | Katarzyna Kanclerz        | Violet        | [ 38 ] |
| 1994 | „Supernova”                | TVP                       | Violet        | [ 38 ] |
| 1995 | „Scarlett”                 | Jerzy Grabowski           | Scarlet       | [ 38 ] |
| 1995 | „Owoce wschodu”            | —                         | Scarlet       | [ 38 ] |
| 1995 | „Dlaczego noszę broń”      | TVP                       | Scarlet       | [ 38 ] |
| 1996 | „Władza”                   | —                         | Cyan          | [ 38 ] |
| 1996 | „Cisza w moim domu”        | —                         | Cyan          | [ 38 ] |
| 1997 | „Dwa dni”                  | TVP                       | —             | [ 38 ] |
| 1999 | „Na krawędzi”              | —                         | Graphite      | [ 38 ] |
| 1999 | „Czas komety”              | —                         | Graphite      | [ 38 ] |
| 2000 | „Zegarmistrz światła”      | —                         | Fin De Siècle | [ 38 ] |
| 2000 | „A nadzieja”               | Krzysztof Wasilewski      | Pastel        | [ 39 ] |
| 2003 | „Poza granicą dotyku”      | Radek „LarryTM” Grabiński | Nero          | [ 38 ] |
| 2004 | „Ktokolwiek widział”       | Radek „LarryTM” Grabiński | Nero          | [ 38 ] |
| 2004 | „Królowa”                  | Radek „LarryTM” Grabiński | Nero          | [ 38 ] |
| 2005 | „Lunar”                    | —                         | Reghina       | [ 38 ] |
| 2010 | „Nie tylko gra”            | Stanisław Mąderek         | Aurum         | [ 38 ] |
| 2010 | „Nocarz”                   | Stanisław Mąderek         | Aurum         | [ 38 ] |
| 2010 | „Ogród półcieni”           | Jacek Raginis             | Aurum         | [ 40 ] |
| 2011 | „Bez Odwrotu”              | —                         | „Bordeaux”    | —      |
| 2017 | „Kolorowa Magdalena”       | —                         | Viridian      | —      |
| 2018 | „Strefa Ciszy”             | —                         | Viridian      | —      |
| 2020 | „Pokój tylko mój”          | Dagmara Malinowska        | Viridian      | —      |

## Trasy koncertowe
| Rok  | Trasa koncertowa | okres trwania                                     |
| ---- | --- | ------------------------------------------------- |
| 1995 | Scarlet Tour - trasa promująca płytę Scarlet - support: Big Day                                                                           | 16–30 marca 1995 (11 koncertów)                   |
| 1999 | Graphite Tour - trasa promująca płytę Graphite - support: Batalion d’Amour                                                                | 2–27 maja 1999 (15 koncertów)                     |
| 1999 | Closterkeller Akustycznie - trasa promująca płytę Fin De Siècle                                                                           | 4–28 maja 2000 (18 koncertów)                     |
| 2003 | Dark Stars Festival 2003 - trasa promująca płytę Nero - support: Moonlight, Delight, Sacriversum, StrommoussHeld                          | 2–18 listopada 2003 (17 koncertów)                |
| 2004 | Dark Stars Festival 2004 - trasa promująca minialbum Reghina - support: Moonlight, Delight, Desdemona, Cemetery Of Scream, Darzamat       | 2–17 listopada 2004 (16 koncertów)                |
| 2005 | Abracadabra Gothic Tour 2005 - support m.in.: Artrosis, Ziyo                                                                              | 7–30 października 2005 (16 koncertów)             |
| 2006 | Abracadabra Gothic Tour 2006 - support m.in.: Batalion d’Amour, Desdemona, Deathcamp Project                                              | 5–30 października 2006 (21 koncertów)             |
| 2007 | Abracadabra Gothic Tour 2007 - support m.in.: Via Alia                                                                                    | 8–26 listopada 2007 (17 koncertów)                |
| 2008 | Abracadabra Gothic Tour 2008 - trasa jubileuszowa z okazji dwudziestolecia zespołu - support m.in.: Artrosis, Psychotropic Transcendental | 4–31 października 2008 (17 koncertów)             |
| 2009 | Abracadabra Aurum Tour - trasa promująca płytę Aurum - support: The Chilloud                                                              | 2 października – 15 listopada 2009 (25 koncertów) |
| 2010 | Abracadabra Tour 2010 - support m.in.: Deathcamp Project, Vena Valley, At The Lake                                                        | 17 września – 21 listopada 2010 (31 koncertów)    |